# Arran, Syria
Arran là một ngôi làng thuộc quận al-Bab ở phía bắc tỉnh Aleppo, tây bắc Syria. Vào ngày 4 tháng 2 năm 2017, Quân đội Ả Rập Syria đã chiếm lại ngôi làng từ Nhà nước Hồi giáo Iraq và Levant.